# Eugenio de Aviraneta
Eugenio de Aviraneta e Ibargoyen (Madrid, 13 de noviembre de 1792-8 de febrero de 1872) fue un político liberal español que ha pasado a la historia como el conspirador arquetípico del siglo XIX.
En su juventud, durante la guerra de independencia, se unió a la partida de Juan Martín el Empecinado. Participó en el movimiento que propició el Trienio Liberal y sufrió la represión posterior. Fue encarcelado en Sevilla con el triunfo de la Santa Alianza, y consiguió huir de la cárcel para salir al exilio durante la Década Ominosa. Viajó por Marruecos y Egipto, luchó por la independencia de Grecia y, en América, participó en el fracasado intento de someter México de nuevo a la monarquía española. Estuvo en Francia en la revolución de 1830 hasta que pudo regresar amnistiado a su país. 
Trabajó a favor del progresismo radical, se implicó en la colaboración táctica con los moderados y delató asonadas republicanas, viéndose de nuevo encarcelado y desterrado en Canarias. La promulgación de la Constitución de 1837 supuso el cese de sus actividades revolucionarias y el ofrecimiento de sus servicios y habilidades conspirativas a los sucesivos gobiernos de la nación para poner fin a la primera guerra carlista. Fiel servidor de la regente María Cristina, regresó con ella a Madrid en 1844 tras la caída de Espartero. Desde entonces, bajo sus indicaciones y en su nómina, trabajó a las órdenes de la policía contra el carlismo y el esparterismo. 
Contrajo matrimonio a sus casi sesenta años de edad con Josefina de Esperamons, de veintiséis, cantante de ópera francesa. Casi hasta su fallecimiento, ocurrido en Madrid en 1872, continuó enviando sus boletines políticos a la reina madre. En palabras de García Rovira, Aviraneta fue «un conspirador nato, un hombre dotado de una capacidad excepcional para la intriga, a quien tocó vivir una época en que la represión absolutista, forzando la organización secreta, convirtió política y conspiración en sinónimos».

## Biografía

### Nacimiento en Madrid
Fue Pío Baroja quien primero publicó el contenido de la partida de bautismo de Eugenio Aviraneta hallada en la parroquia de la Almudena de Madrid. En ella consta su nombre de pila completo: Eugenio Domingo; la fecha de su nacimiento: el 13 de noviembre de 1792; el lugar: la calle del Estudio número 10; el nombre de su padrino: Domingo de Larrinaga; el de sus padres: Felipe Franciso y Juana Josefa; y el de sus abuelos paternos y maternos.
La casa en que nació estaba situada en la parte trasera del Convento del Sacramento de las Religiosas Descalzas de San Bernardo, entre la plaza de la Cruz Verde y el ángulo recto que formaba la empinada calle del Estudio de la Villa, muy cerca del palacio del duque de Uceda. El solar, largo y estrecho, de 788 pies cuadrados de superficie, se corresponde con la casa que hoy ocupa los números 1 y 3 de la calle de la Villa.

### Padres y abuelos
Su padre, Felipe Francisco Aviraneta Echegaray, había nacido en Vergara en 1757. Era nieto de Blaise Aviragnet y Bernadette Agasse, matrimonio francés procedente de Lespitan des Oms, en el Alto Garona. Felipe vino a Madrid a estudiar y en la corte trabajó como abogado. Desde 1790 hasta 1806 desempeñó también el cargo de interventor en la administración de la renta del plomo con un sueldo de 9900 reales. En la capital conoció a Juana Ibargoyen Alzate, cuatro años más joven que él, irunesa e hija de militar, con quien se casó en la parroquia de San Miguel de la capital el 8 de diciembre de 1787.

### Burgos, Irún y Hernani
A pesar de la holgada situación económica familiar, Eugenio recibió una educación deficiente. A raíz del traslado de su padre a Burgos en 1804, con doce años, fue enviado a Irún con sus abuelos maternos quienes, a su vez, lo internaron en un colegio de Hernani donde pasó tres años. Su aprendizaje fue básico: escribir, aritmética, religión y algo de francés.
No se sabe si fue la salud del padre el motivo de la mudanza familiar, pero sí se conoce que para 1806 era funcionario del Real Noveno y Excusado de la provincia de Burgos y trabajaba también como administrador de la adinerada familia Novales. Se instaló, junto con su mujer y sus dos hijas en la calle de La Calera, arrabal de Vega, al sur de la ciudad.
Burgos se vio afectada por la entrada de tropas francesas en la península antes de que se desencadenaran las hostilidades. Felipe de Aviraneta, probablemente desde 1807, colaboró con el invasor en las tareas de logística y suministros que exige un ejército que se aprovisiona sobre el terreno en que se despliega. Trabó conocimiento con los varios gobernadores militares de la plaza (Bessières, Lasalle) y, tras la llegada del emperador y la batalla de Gamonal, formó parte de la Junta de Municipalidad de la ciudad y trabajó como tesorero de la misma desde el 13 de diciembre de 1808 hasta septiembre de 1809. Coincidiendo con el regreso de su hijo, colaboró con las guerrillas de la zona (El Empecinado, el cura Merino),
 lo que le costaría su posterior procesamiento y encarcelamiento por los franceses.
Baroja relató que, mientras vivía en Irún, Eugenio de Aviraneta viajó a casa de unos parientes que residían en Bayona y que allí ingresó en la masonería. Si bien esta información no parece verosímil y menos que, a su regreso a Irún, un adolescente de trece o catorce años como él fundara una logia masónica en la villa y estableciera contactos con personajes destacados de la secta, sí resulta factible su pertenencia a dicha sociedad secreta pero difiriendo su ingreso a un momento posterior, después del regreso de Fernando VII y antes de 1816, año en que se produjo la conspiración de Richart. Lo que se considera cierto es que su conocimiento de personas, estructuras y símbolos masónicos le resultaron muy beneficiosos a lo largo de su vida clandestina.

### Guerrillero y conspirador en ciernes
Según su propio relato, Eugenio de Aviraneta entabló una estrecha relación con el guerrillero y luego mariscal de campo Juan Martín Díez y fue miembro de su partida durante la guerra de Independencia. También afirmó haber trabajado como secretario de campaña del cura Merino. No obstante, no existe constancia administrativa en su expediente militar de que hubiera servido en la guerrilla durante la invasión francesa. Pío Baroja añadió como apéndices en su biografía de 1931 las dos hojas de servicios que encontró de Aviraneta en el Archivo del Ministerio de la Guerra: las dos acreditan el inicio de su vida militar como «patriota voluntario» el 16 de julio de 1820, pero callan sobre cualquier otro servicio prestado con anterioridad a dicha fecha.
A pesar de todo, García Rovira considera que el lucrativo nombramiento en 1814 de Aviraneta como recaudador de rentas, propiamente administrador tributario del Crédito Público  en Aranda de Duero, tuvo que hacerse bajo la influencia del Empecinado.
Durante el Trienio Liberal fue alcalde de Aranda de Duero. Masón, estuvo envuelto en casi todas las intrigas contra los moderados, durante el reinado de Isabel II, y cualquier atisbo de vuelta al absolutismo. Especialmente activo contra el Estatuto Real de 1834 y apoyando el fin de la regencia de María Cristina de Borbón. Entre sus amigos se encontraban el general Palafox, el regente Baldomero Espartero, a quien sirvió como agente en el extranjero para facilitar el fin de la guerra carlista, el hacendista Mendizábal y el progresista Salustiano Olózaga.

## Semblanza
Benito Pérez Galdós describía así a Aviraneta en su obra Un faccioso más y algunos frailes menos, perteneciente a la célebre serie de los Episodios Nacionales:

Era de edad mediana y buena presencia; llamábase don Eugenio Aviraneta: su patria era Guipúzcoa y tenía el especialísimo talento de la conversación, calidad no escasa en España, donde se han hecho grandes carreras por saber contar cuentos o referir bien o plantear con arte los asuntos y cuestiones de todas clases.

Este señor Aviraneta fue el que después adquirió celebridad fingiéndose carlista para penetrar en los círculos más familiares de la gente facciosa y enredarla en intrigas mil, sembrando entre ella discordias, sospechas y recelos, hasta que precipitó la defección de Maroto, preparando el convenio de Vergara y la ruina de las facciones. Admirablemente dotado para estas empresas, era aquel hombre un colosal genio de la intriga y un histrión inimitable para el gigantesco escenario de los partidos. Las circunstancias y el tiempo hiciéronle un gran intrigante; otra época y otro lugar hubieran hecho de él quizás el primer diplomático del siglo. Ya desde 1829 venía metido en oscuros enredos y misteriosos trabajos, y por lo general su maquinación era doble, su juego combinado. Probablemente en la época de este encuentro que con él tenemos, durante el invierno de 1833, las incomprensibles diabluras de este juglar político constituían también una labor fina y doble, es decir, revolver los partidos en provecho del ministerio y vender el ministerio a los partidos.